# Duchowość karmelitańska
Duchowość karmelitańska – jedna z istotnych gałęzi duchowości katolickiej oparta na duchowym dorobku zakonu karmelitów i karmelitów bosych. Do jej przedstawicieli należą: św. Jan od Krzyża, św. Teresa od Jezusa, św. Teresa od Dzieciątka Jezus – Doktorzy Kościoła, św. Maria Magdalena de’ Pazzi.

Szkaplerz karmelitański (brązowy)

Duchowość karmelitańska charakteryzuje się połączeniem ascezy z mistyką. Wyrzeczenie z przywiązania do dóbr zmysłowych staje się drogą do pogłębienia bezpośredniej relacji z Bogiem – i odwrotnie. Duchowość karmelicka jest skupiona na naśladowaniu Chrystusa, koncentruje się na modlitwie myślnej i dążeniu do zjednoczenia z Bogiem. Zakon karmelicki został założony przez pustelników, stąd w duchowości karmelickiej widoczny jest również element pustelniczy, skłaniający do praktykowania ciszy i oderwania od ziemskich przywiązań. Nacisk nałożony jest też na uwolnienie się nie tylko od dóbr doczesnych, ale i od przywiązania do wrażeń duchowych, które nie powinny przysłaniać prawdziwej relacji z samym Bogiem. Duchowość karmelitańska jest również maryjna, przybierając postać kultu do Matki Bożej z Góry Karmel i maryjnych praktyk pobożnościowych (np. noszenie brązowego szkaplerza).